# Kaprun
Kaprun é uma vila localizada nos Alpes austríacos famosa por suas pistas de ski e pelo Desastre de Kaprun quando 155 esquiadores morreram após um incêndio no trem que os transportava.